# Parufamet
Parufamet hieß der von 1925 bis 1927 bestehende gemeinsame Filmverleih der Filmgesellschaften Paramount, Ufa und Metro-Goldwyn-Mayer.
Als die deutsche Universum Film AG (Ufa) Mitte der 1920er Jahre durch kaufmännische Fehler und überteuerte Prestigeproduktionen in eine schwere Finanzkrise geriet, schloss sie mit den US-amerikanischen Unternehmen Metro-Goldwyn-Mayer (MGM) und Paramount am 19. Dezember 1925 eine Hypothek auf das Ufa-Hauptquartier am Potsdamer Platz über 4 Millionen US-Dollar (knapp 17 Millionen Reichsmark) ab. Als Gegenleistung musste die Ufa der Gründung eines gemeinsamen Verleihs, der Parufamet, zustimmen. Dieser hatte den Zweck, die deutschen Kontingentbestimmungen, die vorsahen, dass ein Filmverleiher für jeden ausländischen Film einen deutschen ins Programm nehmen muss, für ihre eigenen Produktionen zu nutzen. An der Parufamet war die Ufa mit 50 % beteiligt, die US-amerikanischen Partner mit je 25 %.

## Vertragsbestimmungen

### Erster Vertrag
Der erste Vertrag von 1925 sah vor, dass die Parufamet jährlich 50 Filme von der Paramount und der Metro Goldwyn Mayer in Deutschland verleiht. Diese mussten in den rund 300 Ufa-Kinos 50 % der Spielzeit gezeigt werden. Für die Kinoauswertung eigener Filme blieb der Ufa dadurch nicht mehr viel Raum. Zudem sollten die US-amerikanischen Partner jährlich je zehn der besten Ufa-Produktionen in ihren Verleih aufnehmen, um sie in den USA spielen zu lassen. Sie behielten sich jedoch das Recht vor, auch Filme abzulehnen, und tatsächlich gelangten nur sehr wenige deutsche Filme in US-Kinos. Manche davon, etwa Varieté oder Ein Walzertraum, waren große Erfolge. Der eigene Verleih der Ufa, die Ufaleih, erlitt durch den Verlust einiger Spitzenfilme an die US-Verleihe einige Einkommensverluste und die Ufa selbst musste stets ein gewisses Produktionsvolumen aufrechterhalten, um den Import von 50 US-Produktionen mit 50 deutschen Produktionen abzudecken.

### Zweiter Vertrag
Nach Übernahme der Ufa durch Alfred Hugenberg im März 1927 konnten am 11. Februar 1928 neue Vertragsbedingungen ausgehandelt werden, die der mittlerweile finanziell schwer angeschlagenen Ufa wieder mehr Spielraum gaben. So wurde die Regelung, dass 20 der besten Ufa-Filme in den Parufamet-Verleih kommen, fallen gelassen. Von nun an sollten abgesehen von den 50 US-Filmen nur noch einige Ufa-Kulturfilme in diesen Verleih übernommen werden. Ufa-Filme sowie ihre Wochenschauen kommen zur Ufaleih. Statt 50 % der Spielzeit mussten die US-amerikanischen Filme nun auch nurmehr 33,3 % der Spielzeit gezeigt werden. Weiter verpflichteten sich die Paramount und Metro Goldwyn Mayer in Deutschland keine eigene Wochenschau oder eigene Filmproduktionsstätten aufzubauen und keine Kinos zu errichten oder zu erwerben. Im Gegenzug dazu hatte sich die Ufa verpflichtet, aktuelles Wochenschaumaterial der beiden Partner in ihre eigenen Wochenschauen einzubauen.
Ein Grund, warum die beiden US-amerikanischen Filmgesellschaften die Verträge lockerten, war, dass die Ufa nicht zugrunde gehen sollte, da sonst wegen der deutschen Kontingentbeschränkungen weniger US-Filme nach Deutschland gebracht werden könnten, wenn weniger Filme in Deutschland produziert werden.